# ベニャ・エチェバリア
ベニャ (Beñat) こと、ベニャ・エチェバリア・ウルキアガ（Beñat Etxebarria Urkiaga, 1987年2月19日 - ）は、スペイン・ビスカヤ県イゴーレ出身の元サッカー選手。ポジションはミッドフィールダー（センターハーフ）。

## 経歴
アスレティック・ビルバオの下部組織出身で、2006年に1試合だけトップチームで出場している。契約最終年であった2008-09シーズンはセグンダB（3部）のUBコンケンセにレンタルされると、シーズン後にレアル・ベティスと契約する。最初のシーズンをBチームで過ごすと、監督のペペ・メルの目にとまり当時セグンダ所属だったトップチームに登録された。レギュラーとしてチームのプリメーラ復帰の原動力となり、翌シーズンからは10番をつけた。2013年6月26日、自身の古巣となるアスレティック・ビルバオへの移籍が合意した。
2019-20シーズン終了後にアスレティック・ビルバオを退団し、2020年11月15日にAリーグのマッカーサーFCに加入した。
2021年6月29日、アスレティック・ビルバオでも共闘したマルケル・スサエタとともに、現役を引退することが発表された。

## タイトル
アスレティック・ビルバオ
- スーペルコパ・デ・エスパーニャ : 2015